# Museu Arqueològic Provincial d'Ourense
El Museu Arqueològic Provincial d'Ourense (en gallec: Museo Arqueolóxico Provincial de Ourense) és un museu situat a l'antic pazo Episcopal del centre de la ciutat d'Ourense. És un dels museus provincials més importants de la península Ibèrica.

## Història
L'actual museu té el seu origen el 1845 quan la Comissió Provincial de Monuments va crear el Museu de Pintures d'Ourense, que va obrir les portes l'1 de novembre del 1846. El maig del 1895, la mateixa Comissió va decidir la creació d'un museu arqueològic provincial que recolliria els fons de l'antic museu i també les peces arqueològiques que s'havien anat trobant a la província d'Ourense. Va ser creat un any després, el 1896.
A principis del 2002, el museu va tancar al públic per dur a terme obres de remodelació en profunditat. Els serveis del museu es van traslladar a l'edifici Santa María de Europa, a A Carballeira, en el qual s'emmagatzemen la majoria de les col·leccions, exceptuant-ne una selecció d'escultura, que es mostra permanentment des de maig del 2006, sota el títol Escolma de Escultura a la sala d'exposicions San Francisco, que serveix també de base per altres activitats puntuals.
La seva seu és l'antic Pazo Episcopal, edifici de fàbrica romànica iniciat l'any 1131, en temps del bisbe Diego de Velasco i que va patir diverses transformacions en estil gòtic (torre de Santa María), renaixentista i barroc.

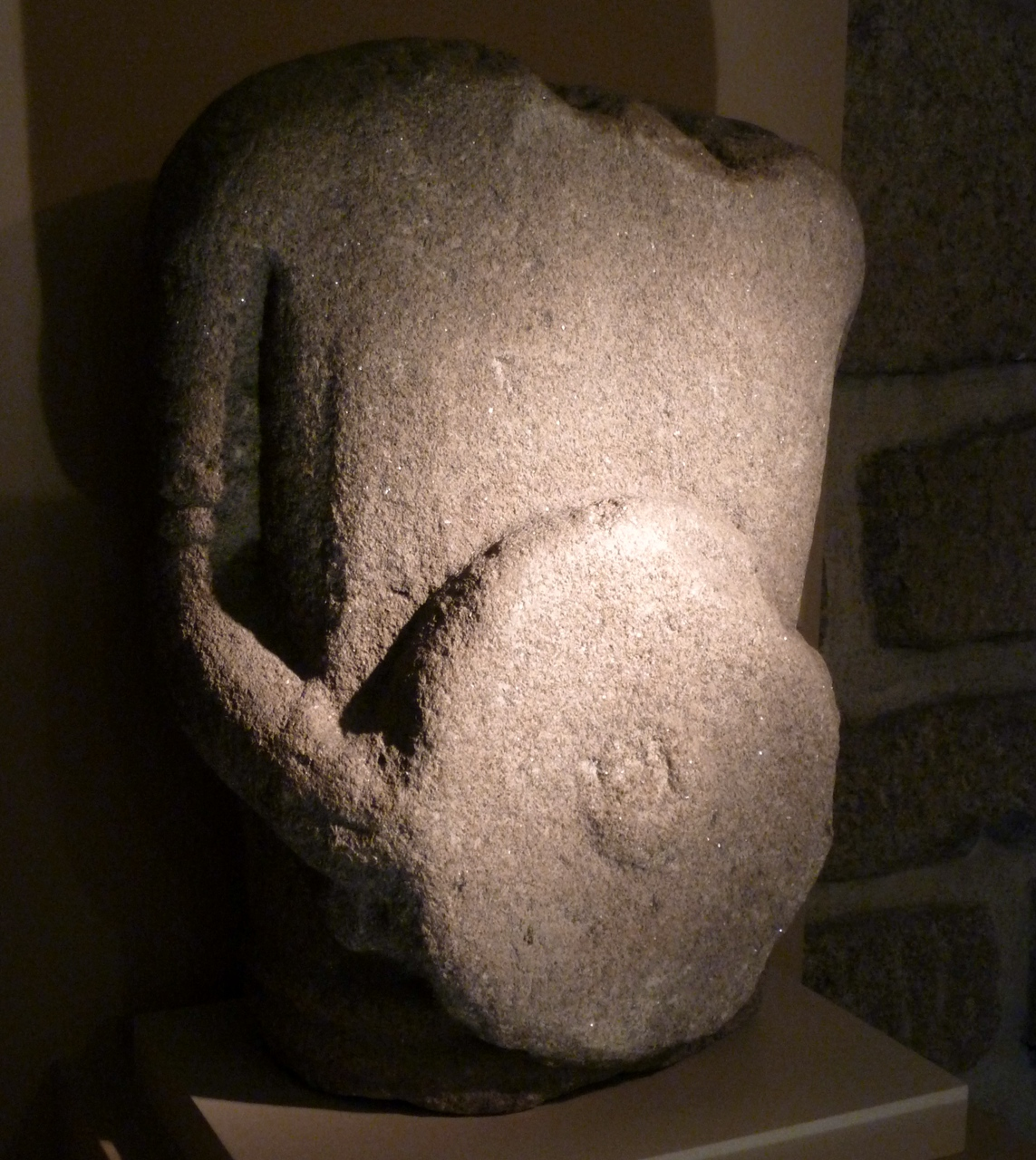
Tors de guerrer

Fou declarat Monument Historicoartístic pel Decret de 3 de juny de 1931.
El museu ocupa l'actual edifici des de l'any 1951. L'edifici fou objecte d'estudis arqueològics que van obligar a tancar-lo, des del 2002, en aparèixer evidències d'ocupació del terreny des de l'època romana.

## Col·lecció
La secció d'arqueologia acull peces de la prehistòria, l'edat antiga i l'edat mitjana. Hi ha elements del megalitisme, de l'edat del bronze (A Pedra Alta, espasa de Mouruás), de la cultura dels castres (figures dos Guerreiros, estàtua de Dioniso i Ampelos i cap de guerrer de Rubiás), de la romanització i del preromànic.
En la secció de Belles Arts, mostra escultures del Renaixement i Barroc (com la Immaculada de Juan de Juni o els taulells de la pedrera de Montederramo) i pintures dels segles xix i xx.